# Montereina coerulescens
Montereina coerulescens is een slakkensoort uit de familie van de Discodorididae. De wetenschappelijke naam van de soort is voor het eerst geldig gepubliceerd in 1888 door Bergh.